# Ronald Waterreus
Ronald Waterreus (Lemiers, 25 de agosto de 1972) es un exfutbolista neerlandés, que jugó de arquero.

## Trayectoria
Sus inicios los dio en el Roda JC, club de la ciudad de Kerkrade, en 1991. En este club permaneció hasta 1994, año en que fue contratado por el PSV Eindhoven. Con su nuevo club, y siendo titular indiscutible, conquistó 5 veces la Liga de Holanda y 2 veces la Copa de los Países Bajos. También fue semifinalista en la Liga de Campeones, en la temporada 2004-2005, y cayó ante el AC Milan.
En la temporada 2005-2006, se convirtió en el nuevo refuerzo del Rangers FC, de Escocia.
En diciembre de 2006, regresó a Holanda, para vestir la camiseta del AZ Alkmaar. Las ausencias del jugador lo hicieron firmar por el Red Bull New York, de la Major League Soccer. En este último club se retira de forma definitiva.

## Selección nacional
Ronald Waterreus es también uno de los arqueros de la selección de fútbol de los Países Bajos. En 2001 fue nominado para integrarse a su selección, siendo el substituto del portero titular Edwin van der Sar. En la Eurocopa del año 2004 estuvo con la escuadra tulipán, aunque fue suplente en el torneo.

## Clubes
- 1991-1994: Roda JC
- 1994-2005: PSV Eindhoven
- 2005-2006: Rangers FC
- 2006-2007: AZ Alkmaar
- 2007: Red Bull New York

## Títulos
- Con PSV Eindhoven:
- 5 Ligas: 1996-97; 1999-00; 2000-01; 2002-03; 2004-05.
- 2 copas: 1996; 2005.
- 6 supercopas: 1996; 1997; 1998; 2000; 2001; 2003.

- Datos: Q374838